# Neoregelia coimbrae
Neoregelia coimbrae är en gräsväxtart som beskrevs av Edmundo Pereira och Elton Martinez Carvalho Leme. Neoregelia coimbrae ingår i släktet Neoregelia och familjen Bromeliaceae. Inga underarter finns listade i Catalogue of Life.